# Loewenstein Peak
Der Loewenstein Peak ist ein 1539 m hoher und eisfreier Berg im ostantarktischen Viktorialand. Er ragt 1,2 km nordöstlich des Vashka Crag auf und ist der westlichste einer Reihe von Bergen, welche die Wasserscheide in der östlichen Cruzen Range markieren.
Das Advisory Committee on Antarctic Names benannte ihn 2005 nach Robert F. Loewenstein vom Yerkes-Observatorium, der zwischen 1991 und 2004 an 13 astrophysikalischen Kampagnen des United States Antarctic Program auf der Amundsen-Scott-Südpolstation beteiligt war.